# Доня-Мочила
Доня-Мочила (серб. Доња Мочила / Donja Močila) — село в общине Брод Республики Сербской Боснии и Герцеговины. Население составляет 249 человек по переписи 2013 года.